# Glun
Glun ist eine französische Gemeinde mit 686 Einwohnern (Stand 1. Januar 2022) im Département Ardèche in der Region Auvergne-Rhône-Alpes. Sie gehört zum Arrondissement Tournon-sur-Rhône und zum gleichnamigen Kanton Tournon-sur-Rhône.
Glun grenzt im Norden an Mauves, im Osten an La Roche-de-Glun, im Südosten an Châteaubourg, im Südwesten an Saint-Romain-de-Lerps und im Westen an Plats.
Die Route départementale 86, die ehemalige Route nationale 86, durchquert das Gemeindegebiet in Nord-Süd-Richtung.

## Bevölkerungsentwicklung
| Jahr                       | 1962 | 1968 | 1975 | 1982 | 1990 | 1999 | 2008 | 2014 | 2020 |
| -------------------------- | ---- | ---- | ---- | ---- | ---- | ---- | ---- | ---- | ---- |
| Einwohner                  | 232  | 266  | 314  | 322  | 395  | 502  | 664  | 698  | 693  |
| Quellen: Cassini und INSEE |      |      |      |      |      |      |      |      |      |

## Sehenswürdigkeiten

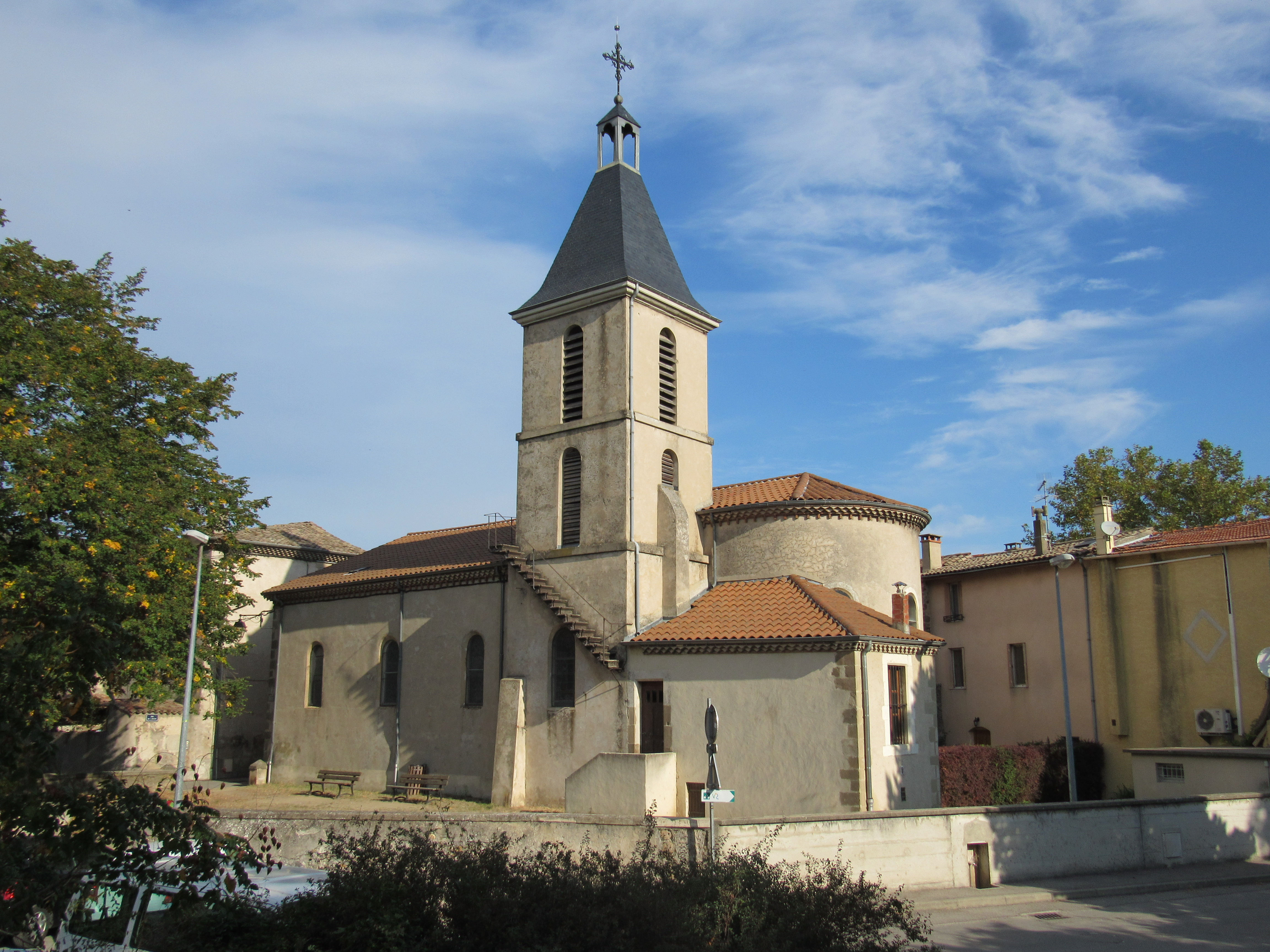
Kirche Saint-Pierre

- Kirche Saint-Pierre